# Aldina

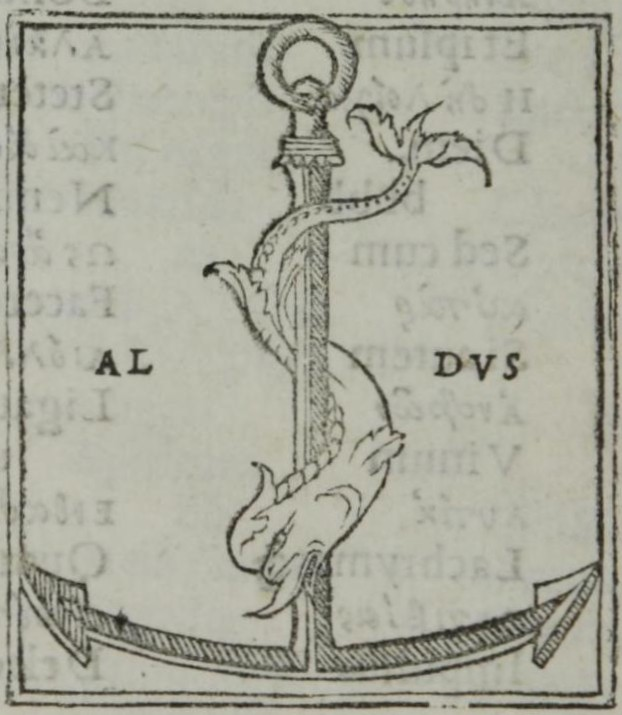
La celeberrima marca tipografica, stampata in xilografia, col simbolo del delfino intorno all'àncora, che rappresenta il motto Festina lente, e col nome Al-dvs ripartito ai due lati, adottata da Aldo Manuzio per contrassegnare le proprie edizioni e apparsa per la prima volta in assoluto nel giugno 1502 nei c.d. Poetae Christiani veteres, vol. [II] (Sedulius [et al.]), c. π_{8}v.

Una aldina è un libro impresso a Venezia dallo stampatore e umanista Aldo Manuzio (morto il 6 febbraio 1515), da cui prende il nome.
Le edizioni aldine sono tra i libri di maggior pregio e valore nella storia della stampa e sono caratterizzate da importanti novità tipografiche, che diffusero in tutta Europa un nuovo tipo di libro. Tra queste l'introduzione del carattere italico o corsivo e il formato in ottavo, diverso, per maneggevolezza e trasportabilità, da quelli più utilizzati all'epoca per i manoscritti e gli incunaboli; perciò le aldine sono anche considerate i precursori dei libri tascabili.
La prima aldina in assoluto, almeno con data certa, è la grammatica greca, intitolata Erotemata, di Costantino Lascaris, che fu finita di stampare il 28 febbraio 1495 e completata con l'Alphabetum Graecum l'8 marzo. Fra le più celebri aldine si possono ricordare le molte editiones principes di classici greci (Teocrito, Aristotele, Aristofane, Sofocle, Euripide, Quinto Smirneo, Lisia, Pindaro, Licofrone, Platone), nonché volumi rarissimi, come la Galeomyomachia, di Teodoro Prodromo (senza data, ma del 1495), e capolavori della stampa, quali il De Aetna, di Pietro Bembo del 1496 e la Hypnerotomachia Poliphili del 1499. L'ultimo libro stampato da Aldo il Vecchio è la seconda edizione del Lucrezio, datata gennaio 1515.
Dopo la morte di Aldo, il suocero Andrea Torresano, di cui Aldo aveva sposato la figlia Maria nel 1505 e che era in società con Aldo sin dal 1495, e i due cognati continuarono l'attività dell'officina tipografica fino alla maggiore età dei suoi figli (fra i quali lo stampatore e umanista Paolo Manuzio). Con la sottoscrizione tipografica "nelle case d'Aldo Romano & d'Andrea d'Asola suo suocero", fino alla morte di quest'ultimo nel 1528, furono stampate grandi edizioni, tra cui le editiones principes di Pausania, Strabone, Eschilo e Galeno. Per bellezza e rarità tali edizioni sono paragonabili alle aldine in senso stretto.
La tipografia Aldina cessò l'attività dopo la terza generazione, con Aldo Manuzio il Giovane, nel 1590.

## Edizioni
La tabella censisce le edizioni di Aldo seguendo l'ordine cronologico di pubblicazione sulla base della data certa o stimata.
L'elenco è tratto principalmente da:
- Le edizioni di Aldo Manuzio in Biblioteca Nazionale Marciana. Catalogo (PDF), a cura di Saida Bullo, con la collaborazione di Donatella Benazzi, in Tiziana Plebani (a cura di), Aldine marciane, Venezia, Biblioteca Nazionale Marciana, 2015,  pp. 49-86, ISBN 978-88-907915-9-8.

### Repertori citati
bibliografici
- Renouard → (FR) Ant. Aug. Renouard, Annales de l'imprimerie des Alde, ou Histoire des trois Manuce et de leurs éditions, 3ª ed., A Paris, chez Jules Renouard, 1834  [1803].
- Ahmanson-Murphy → (EN) The Aldine Press: Catalogue of the Ahmanson-Murphy Collection of books by or relating to the press in the Library of the University of California, Los Angeles, incorporating works recorded elsewhere, Berkeley - Los Angeles, University of California Press, 2001, ISBN 0-520-22993-2.

catalografici
- GW → (DE) Gesamtkatalog der Wiegendrucke, su gesamtkatalogderwiegendrucke.de.
- ISTC → (EN) Incunabula Short Title Catalogue (ISTC), su data.cerl.org.
- SBN →  OPAC SBN, su opac.sbn.it.

### Altri repertori
- A → H.M. Adams, Catalogue of books printed on the continent of Europe, 1501-1600 in Cambridge Libraries, Cambridge 1967
- BMC → Catalogue of books printed in the XVth century now in the British Museum, part V, Londra 1924
- Bod-inc → A catalogue of books printed in the fifteenth century now in the Bodleian Library. 6 vols. Oxford, 2005.
- BSB-Ink → Bayerische Staatsbibliothek Inkunabelkatalog. Bd. 1-6. Wiesbaden, 1988-2005.
- [Antonio Cesare Burgassi], Serie dell'edizioni aldine per ordine cronologico ed alfabetico, 3ª ed., Firenze, presso Giuseppe Molini, 1803.
- C → Copinger, W.A. Supplement to Hain's Repertorium bibliographicum, Part II. 2 vols. & Addenda. London, 1898 & 1902.
- CIBN → Bibliothèque Nationale. Catalogue des incunables. T. I (Xylographes, A-G); T. II (H-Z). Paris, 1981-2014.
- Essling → Masséna, Victor, Prince d'Essling. Les livres à figures vénitiens de la fin du XVe siècle et du commencement du XVIe. 4 vols. Firenze, 1907-14.
- Goff → Goff, Frederick R. Incunabula in American libraries: a third census. Millwood (N.Y.), 1973. (Riprodotto dalla copia annotata dell'edizione originale (New York, 1964) conservata da Goff). (Supplemento. New York, 1972.)
- H → Hain, Ludwig. Repertorium Bibliographicum in quo libri omnes ab arte typographica inventa usque ad annum MD. typis expressi ordine alphabetico vel simpliciter enumerantur vel adcuratius recensentur. 2 vols. Stuttgartiae, Lutetiae, 1826-38.
- HC → Copinger, W.A. Supplement to Hain's Repertorium Bibliographicum. Part I. London, 1895.
- Hillard → Hillard, Denise. Catalogues régionaux des incunables des Bibliothèques publiques de France Vol.VI: Bibliothèque Mazarine. Paris, Bordeaux, 1989.
- HR → Reichling, Dietrich. Appendices ad Hainii … Repertorium Bibliographicum. Emendationes. 6 vols & index. Monachii, 1905-11. (Supplement, Monasterii, 1914.)
- IBE → Biblioteca Nacional [Madrid]. Catálogo general de incunables en bibliotecas españolas. Coordinato e diretto da Francisco García Craviotto. 2 vols. Madrid, 1989-90. (Aggiunte e correzioni. I-II, Madrid, 1991-94).
- IBP → Incunabula quae in bibliothecis Poloniae asservantur. Moderante Alodia Kawecka-Gryczowa. Composuerunt Maria Bohonos and Eliza Sandorowska. 2 vols. Wrocław, 1970. (Aggiunte, Indici. Wrocław, 1993).
- IBPort → Os incunábulos das bibliotecas portuguesas. Inventário do Património Cultural Móvel. Coordinato e organizzato da Maria Valentina C.A. Sul Mendes. Lisbona, 1995.
- IGI → Indice Generale degli Incunaboli delle Biblioteche d'Italia, Roma, 1943-1981
- Kind (Göttingen) → Kind, Helmut. Incunabula Gottingensia: Inkunabelkatalog der Niedersächsischen Staats- und Universitätsbibliothek Göttingen. Bd.1 etc. Wiesbaden, 1995- [in progress].
- Klebs → Klebs, Arnold C. Incunabula scientifica et medica: short title list. Bruges, 1938. (Ristampato da Osiris, vol.IV.)
- Mendes → Mendes, Maria Valentina C.A. Sul. Catálogo de incunábulos [Biblioteca Nacional, Lisbon]. Lisbona, 1988.
- Oates → Oates, J.C.T. A catalogue of the fifteenth-century printed books in the University Library Cambridge. Cambridge, 1954.
- Polain (B) → Polain, M.-Louis. Catalogue des livres imprimés au quinzième siècle des bibliothèques de Belgique. 5 vols. Bruxelles, 1932-78.
- Pr → Proctor, Robert. An index to the early printed books in the British Museum from the invention of printing to the year MD, with notes of those in the Bodleian Library. 2 vols. London, 1898. 4 supplements, 1899-1902. (Part II, MDI-MDXX, Germany, London, 1903).
- Sander → Sander, Max. Le livre à figures italien depuis 1467 jusqu'en 1530: essai de sa bibliographie et de son histoire. 6 vols. New York, 1941.
- Schmitt → Schmitt, Anneliese. Die Inkunabeln der Deutschen Staatsbibliothek zu Berlin im Anschluss an Ernst Voulliéme. I) Katalog der in der Deutschen Staatsbibliothek zu Berlin vorhandenen Inkunabeln. II) Die Inkunabeln der Preussischen Staatsbibliothek: Neuerwerbungen der Jahre 1927-45. Beiträge zur Inkunabelkunde, Dritte Folge 2 (1966).
- Sheppard → Sheppard, L.A. Catalogue of XVth century books in the Bodleian Library. [MS non pubblicato, 1954-71].
- Voull(B) → Voulliéme, Ernst. Die Inkunabeln der Königlichen Bibliothek (Preussischen Staatsbibliothek) und der anderen Berliner Sammlungen. Leipzig, 1906. (XXX. Beiheft zum ZfB. Supplements: 1914, 1922, 1927)
- Walsh → Walsh, James E. A catalogue of the fifteenth-century printed books in the Harvard University Library. 5 vols. Binghamton NY, Tempe AZ, 1991-95. (supplemento ... , di David R. Whitesell. Harvard Library Bulletin 16 nos. 1-2 (2005)).
- Zehnacker → Zehnacker, Françoise. Catalogues régionaux des incunables des Bibliothèques publiques de France. Vol.XIII: Région Alsace (Bas Rhin). 2 tom. Paris, 1997.

### Catalogo
| Autore                                   | Titolo | Lingua                       | Data                                                                | Formato  | Repertori | Riproduzioni digitali | Commons | Wikisource |
| ---------------------------------------- | --- | ---------------------------- | ------------------------------------------------------------------- | -------- | --- | --- | ------- | ---------- |
| Costantinus Lascarius                    | Ἐρωτήματα. Erotemata | Latino Greco                 | 28 febbraio - 8 marzo 1495                                          | 4º       | Renouard, 1, 1; Ahmanson-Murphy, 1; IGI 5693; BMC V 552; GW M17107; ISTC il00068000; SBN IT\ICCU\VEAE\123652 | München, Bayerische Staatsbibliothek, Ink C-530. |         |            |
| Theodorus Prodromos                      | Γαλεομυομαχία. Galeomyomachia | Greco                        | 1495?                                                               | 4º       | Renouard, 258, 4; Ahmanson-Murphy, 3; IGI 9502; BMC V 553; GW M01795; ISTC ig00040000; SBN IT\ICCU\VEAE\123669 | |         |            |
| Musaeus                                  | Ποιημάτιον τὰ καθ' Ἡρὼ καὶ Λέανδρον. Opusculum de Herone & Leandro                                                                                   | Latino Greco                 | s.d. (prima del novembre 1495 il testo greco, 1497 il testo latino) | 4º       | Renouard, 257, 3; Ahmanson-Murphy, 2; IGI 6761; BMC V 552; GW M25737; ISTC im00880000; SBN IT\ICCU\VEAE\126576 | München, Bayerische Staatsbibliothek, Ink M-592. |         |            |
| Aristoteles                              | [Opera omnia], vol. I | Greco                        | 1º novembre 1495                                                    | 2º       | Renouard, 7, 5; Ahmanson-Murphy, 4; IGI 791; BMC V 553; GW 02334; ISTC ia00959000; SBN IT\ICCU\VEAE\123832 | Biblioteca Apostolica Vaticana, Stamp.Barb.CCC.V.13. |         |            |
| Theodorus Gaza                           | Γραμματικὴ εἰσαγωγή. Introductivae grammatices libri quatuor; Περὶ μηνῶν. De mensibus                                                                | Greco                        | 25 dicembre 1495                                                    | 2º       | Renouard, 4, 2; Ahmanson-Murphy, 5; IGI 4181; BMC V 553; GW 10562; ISTC ig00110000; SBN IT\ICCU\VEAE\123405 | München, Bayerische Staatsbibliothek, Ink G-47. |         |            |
| Apollonius Dyscolus                      | Περὶ συντάξεως. De constructione libri quatuor | Greco                        | 25 dicembre 1495                                                    | 2º       | Renouard, 4, 2; Ahmanson-Murphy, 5; IGI 4181; BMC V 553; GW 10562; ISTC ig00110000; SBN IT\ICCU\VEAE\123405 | München, Bayerische Staatsbibliothek, Ink G-47. |         |            |
| Pietro Bembo                             | De Aetna | Latino                       | febbraio 1496 (1495 m.v.)                                           | 4º       | Renouard, 7, 4; Ahmanson-Murphy, 6; IGI 1448; BMC V 554; GW 03810; ISTC ib00304000; SBN IT\ICCU\CFIE\032159 | München, Bayerische Staatsbibliothek, Ink B-269., Venezia, Biblioteca Nazionale Marciana, ALDINE 335.001.                                                                                      |         |            |
| Theocritus                               | Εἰδύλλια. Eclogae triginta | Greco                        | febbraio 1496 (1495 m.v.)                                           | 2º       | Renouard, 5, 3; Ahmanson-Murphy, 7; IGI 9497; BMC V 554; GW M45831 / ISTC it00144000; SBN IT\ICCU\VEAE\123414 | München, Bayerische Staatsbibliothek, Ink T-148. |         |            |
| Hesiodus                                 | Θεογονία. Theogonia; Ἀσπὶς Ἡρακλέους. Scutum Herculis; Ἔργα καὶ Ἡμέραι. Georgicon libri duo                                                          | Greco                        | febbraio 1496 (1495 m.v.)                                           | 2º       | Renouard, 5, 3; Ahmanson-Murphy, 7; IGI 9497; BMC V 554; GW M45831 / ISTC it00144000; SBN IT\ICCU\VEAE\123414 | München, Bayerische Staatsbibliothek, Ink T-148. |         |            |
|                                          | Θησαυρός. Thesaurus Cornucopiae & Horti Adonidis | Latino Greco                 | agosto 1496                                                         | 2º       | Renouard, 9, 1 / Ahmanson-Murphy, 8 / IGI 9510 / BMC V 555 / GW 7571. / ISTC it00158000. / SBN | München, Bayerische Staatsbibliothek, Ink T-159. |         |            |
| Alessandro Benedetti                     | Diaria de bello Carolino | Latino                       | dopo il 27 agosto 1496                                              | 4º       | Renouard, 260, 9 / Ahmanson-Murphy, 9 / IGI 1460 / GW 863. / ISTC ib00320400. / SBN | München, Bayerische Staatsbibliothek, Ink B-277., Venezia, Biblioteca Nazionale Marciana, D 390 D 123.                                                                                         |         |            |
| Pseudo-Cicerone                          | Synonyma; De differentiis in rebus dubiis | Latino                       | 1497?                                                               | 4º       | Goff C691; H 5347*; IGI VI 2984-A; Voull(B) 4498; Rhodes(Oxford Colleges) 590; Pr 5563; BMC V 563; BSB-Ink C-415; GW07036; ISTC ic00691000; SBN | München, Bayerische Staatsbibliothek, Ink C-415. |         |            |
| Bartolomeo Facio                         | Differentiae | Latino                       | 1497?                                                               | 4º       | Goff C691; H 5347*; IGI VI 2984-A; Voull(B) 4498; Rhodes(Oxford Colleges) 590; Pr 5563; BMC V 563; BSB-Ink C-415; GW07036; ISTC ic00691000; SBN | München, Bayerische Staatsbibliothek, Ink C-415. |         |            |
| Lorenzo Maioli                           | De gradibus medicinarum | Latino                       | 1497                                                                | 4º       | Renouard, 14, 11; Ahmanson-Murphy, 14; IGI 6035; BMC V 557; BSB-Ink M-63. GW M20071; ISTC im00084000; SBN IT\ICCU\RMLE\064780 | München, Bayerische Staatsbibliothek, Ink M-63. |         |            |
| Aldo Manuzio                             | Brevissima introductio ad litteras graecas | Latino Greco                 | 1497                                                                | 16º      | Ahmanson-Murphy, 18; Pell Ms 5920a (5907d-e); Hillard 1093; Sander 3521 BSB-Ink I-254. GW M12563. ISTC im00226400. | München, Bayerische Staatsbibliothek, Ink I-254. |         |            |
| Aristoteles                              | [Opera omnia], vol. II | Latino Greco                 | febbraio 1497                                                       | 2º       | Renouard, 11, 2 / Ahmanson-Murphy, 21 / IGI 791 / BMC V 555 / GW 2334. / ISTC ia00959000. / SBN (archiviato dall'url originale il 4 marzo 2016). | München, Bayerische Staatsbibliothek, Ink A-698. |         |            |
| Aristoteles                              | [Opera omnia], vol. III | Latino Greco                 | gennaio 1497                                                        | 2º       | Renouard, 11, 2 / Ahmanson-Murphy 21 / IGI 791 / BMC V 555 / GW 2334. / ISTC ia00959000. / SBN (archiviato dall'url originale il 4 marzo 2016). | München, Bayerische Staatsbibliothek, Ink A-698. |         |            |
| Aristoteles                              | [Opera omnia], vol. IV | Latino Greco                 | 1º giugno 1497                                                      | 2º       | Renouard, 11, 3 / Ahmanson-Murphy, 11 / IGI 791 / BMC V 556 / GW 2334. / ISTC ia00959000. / GW 2334. / ISTC ia00959000. / SBN (archiviato dall'url originale il 5 marzo 2016). | München, Bayerische Staatsbibliothek, Ink A-698. |         |            |
| Niccolò Leoniceno                        | Libellus de epidemia quam vulgo morbum Gallicum vocant                                                                                               | Latino                       | giugno 1497                                                         | 4º       | Renouard, 14, 2 / Ahmanson-Murphy, 12 / IGI 6814 / GW M17947. / ISTC il00165000. / SBN (archiviato dall'url originale il 4 marzo 2016). | München, Bayerische Staatsbibliothek, Ink N-130. / Harvard University Library. |         |            |
| Lorenzo Maioli                           | Epiphyllides in dialecticis. Add: De conversione propositionum secundum peripateticos. Averroes: Quaestio in librum Analyticorum priorum Aristotelis | Latino                       | luglio 1497                                                         | 4º       | Goff M83; HC 2191; R 611; Ahmanson-Murphy, 13; Pell Ms 7484 (7399); CIBN M-35; Hillard 1292; IGI 6034; IBE 3720; IBP 3523; IBPort 1151; Mendes 815, 816; Günt(L) 3457; Voull(B) 4494; Schmitt I 4494; Walsh 2647; Bod-inc M-025; Sheppard 4636, 4637; Oates 2175, 2176; Pr 5558; BMC V 557; BSB-Ink M-64. SBN (archiviato dall'url originale il 5 marzo 2016). / ISTC im00083000. / GW M20060. | München, Bayerische Staatsbibliothek, Ink M-64. |         |            |
| Iamblichus                               | De mysteriis Aegyptiorum. Chaldaeorum. Assyriorum | Latino                       | settembre 1497                                                      | 2º       | Renouard, 13, 6 / Ahmanson-Murphy, 15 / IGI 5096 / BMC V 557 / GW M11750. / ISTC ij00216000. / SBN (archiviato dall'url originale il 5 marzo 2016). | München, Bayerische Staatsbibliothek, Ink I-127. |         |            |
| Giovanni Crastone                        | Dictionarium græcum copiosissimum | Latino Greco antico          | dicembre 1497                                                       | 2º       | Renouard, 13, 7 / Ahmanson-Murphy, 16 / IGI 3255 / BMC V 558 / GW 7814. / ISTC ic00960000. / SBN (archiviato dall'url originale il 4 marzo 2016). | München, Bayerische Staatsbibliothek, Ink C-691. |         |            |
|                                          | Horai tes aeiparthenou Marias kat'ethos tes romaikes aules                                                                                           | Greco antico                 | 5 dicembre 1497                                                     | 16º      | Goff H391; HR 8830; Boh(1924) 1484 = Off. 91; Essling 463; Sander 5065; Ahmanson-Murphy, 17; Pell Ms 5920 (5907a-c, f-h); CIBN H-251; Hillard 1044; IGI 4870; Voull(B) 4497; Schmitt I 4497; Kind(Göttingen) 969; Walsh 2654; Rhodes(Oxford Colleges) 939; Bod-inc H-169; Sheppard 4642; Pr 5560; BMC V 558 GW13396. / ISTC ih00391000. / SBN (archiviato dall'url originale il 5 marzo 2016). | |         |            |
| Urbano Bolzanio                          | Institutiones Graecae grammatices | Latino Greco                 | 1497 1498                                                           | 4º       | Renouard, 11, 4 / Ahmanson-Murphy, 22 / IGI 10029 / BMC V 558 / GW M48900. / ISTC iu00066000. / SBN (archiviato dall'url originale il 5 marzo 2016). | München, Bayerische Staatsbibliothek, Ink V-8. |         |            |
| Niccolò Leoniceno                        | De Tiro seu Vipera | Latino                       | 1498?                                                               | 4º       | Goff L169; C 3544; Klebs 600.1; Ahmanson-Murphy, 20; Walsh 2673; Pr 5568; BMC V 563 GW M17652. / ISTC il00169000. | |         |            |
| Aristoteles                              | [Opera omnia], vol. V | Latino Greco                 | giugno 1498                                                         | 2º       | Renouard, 16, 1 / Ahmanson-Murphy, 24 / IGI 791 / BMC V 558 / GW 2334. / ISTC ia00959000. / SBN (archiviato dall'url originale il 5 marzo 2016). | München, Bayerische Staatsbibliothek, Ink A-698. |         |            |
| Aristophanes                             | Κωμῳδίαι ἐννέα. Comoediae novem | Greco                        | 15 luglio 1498                                                      | 2º       | Renouard, 16, 3 / Ahmanson-Murphy, 25 / BMC V 559 / GW 2333. / ISTC ia00958000. / SBN (archiviato dall'url originale il 5 marzo 2016). | München, Bayerische Staatsbibliothek, Ink A-673. / Rare Book Room (Stanford copy). |         |            |
| Angelo Poliziano                         | Omnia Opera | Latino                       | luglio 1498                                                         | 2º       | Renouard, 17,4 / Ahmanson-Murphy, 26 / IGI 7952 / BMC V 559 / GW M34727. / ISTC ip00886000. / SBN (archiviato dall'url originale il 5 marzo 2016). | München, Bayerische Staatsbibliothek, Ink P-663. |         |            |
|                                          | Ψαλτήριον. Psalterium | Greco                        | circa 1498                                                          | 4º       | Renouard, 260, 8 / Ahmanson-Murphy, 29 / IGI 8122 / BMC V 563 / GW M36248 / SBN (archiviato dall'url originale il 5 marzo 2016). | München, Bayerische Staatsbibliothek, Ink P-850. |         |            |
| Pedanius Dioscorides                     | Ἐπιστολαὶ διαφόρων φιλοσόφων, ῥητόρων σοφιστῶν. Epistolae diversorum philosophorum oratorum                                                          | Latino Greco                 | circa 1499                                                          | 4º       | Renouard, 18, 1 / Ahmanson-Murphy, 30 / IGI 3707 / BMC V 560 / GW 9367. / ISTC ie00064000. / SBN (archiviato dall'url originale il 5 marzo 2016). | München, Bayerische Staatsbibliothek, Ink E-86.1., Ink E-86.2. |         |            |
| Niccolò Perotti                          | Cornucopiae sive linguae latinae commentarii | Latino                       | luglio 1499                                                         | 2º       | Renouard, 19, 2 / Ahmanson-Murphy, 32 / IGI 7426 / BMC V 561 / GW 31090. / ISTC ip00296000. / SBN (archiviato dall'url originale il 5 marzo 2016). | München, Bayerische Staatsbibliothek, Ink P-221. |         |            |
| Girolamo Amaseo                          | Vaticinium | Latino                       | 20 settembre 1499                                                   | 4º       | IGI 421 / BMC V 561 / H 895 / Ahmanson-Murphy, 33 / GW 1596. / ISTC ia00550000. / SBN (archiviato dall'url originale il 4 marzo 2016). | |         |            |
| Francesco Colonna                        | Hypnerotomachia Poliphili | Latino Italiano              | dicembre 1499                                                       | 2º       | Renouard, 21, 5 / Ahmanson-Murphy 35 / IGI 3062 / BMC V 561-562 / GW 7223. / ISTC ic00767000. / SBN (archiviato dall'url originale il 5 marzo 2016). | Wolfenbütteler Digitale Bibliothek (WDB)., Venezia, Biblioteca Nazionale Marciana, D 394 D 290. Museo Gutenberg in Magonza - Germania                                                          |         | Si         |
| Giulio Firmico Materno [et al.]          | Astronomicorum libri octo | Latino Greco                 | ottobre 1499                                                        | 2º       | Renouard, 20, 3 / Ahmanson-Murphy, 34 / IGI 8846 / BMC V 560 / ISTC if00191000. / GW 9981. / SBN (archiviato dall'url originale il 4 marzo 2016). | Wolfenbütteler Digitale Bibliothek (WDB). / Universitätsbibliothek Freiburg, Ink. 4. D 421. |         |            |
| Aldo Manuzio                             | Introductio utilissima Hebraice discere cupientibus                                                                                                  | Latino Ebraico               | 1500?                                                               | 16º      | GW M1256310. / ISTC im00226600. / | Württembergische Landesbibliothek (WLB). |         |            |
| Caterina da Siena                        | Epistole devotissime | Italiano                     | 15 (i.e. post 19) settembre 1500                                    | 2º       | Renouard, 23, 2 / Ahmanson-Murphy, 36 / IGI 2587 / BMC V 562 / GW 6222. / ISTC ic00281000. / SBN (archiviato dall'url originale il 4 marzo 2016). | München, Bayerische Staatsbibliothek, Ink C-193.050., Venezia, Biblioteca Nazionale Marciana, ALDINE 36.                                                                                       | Si      | Si         |
| Titus Lucretius Carus                    | De rerum natura | Latino                       | dicembre 1500                                                       | 4º       | Renouard, 23, 1 / Ahmanson-Murphy, 37 / IGI 5868 / BMC V 562 / GW M19135. / ISTC il00335000. / SBN (archiviato dall'url originale il 4 marzo 2016). | München, Bayerische Staatsbibliothek, Ink L-254. |         |            |
| Publius Vergilius Maro                   | Vergilius | Latino                       | aprile 1501                                                         | 8º       | Renouard, 27, 3 / Ahmanson-Murphy, 39 / SBN (archiviato dall'url originale il 5 marzo 2016). | Firenze, Biblioteca Nazionale Centrale, Ald.1.1.3. |         |            |
| Giovanni Francesco Pico della Mirandola  | Liber de imaginatione | Latino Greco                 | aprile 1501                                                         | 4º       | Renouard, 32, 11 / Ahmanson-Murphy, 40 / A P1149 / SBN (archiviato dall'url originale il 5 marzo 2016). | München, Bayerische Staatsbibliothek, 915617 4 Ph.sp. 148. |         |            |
| Quintus Horatius Flaccus                 | Horatius | Latino                       | maggio 1501                                                         | 8º       | Renouard, 27, 4 / Ahmanson-Murphy, 41 / A H854 SBN (archiviato dall'url originale il 4 marzo 2016). | |         |            |
| Francesco Petrarca                       | Le cose volgari | Italiano                     | luglio 1501                                                         | 8º       | Renouard, 28, 5 / Ahmanson-Murphy, 43 / A P787 / SBN (archiviato dall'url originale il 4 marzo 2016). | Berlin, Staatsbibliothek, Ald. Ren. 28,5 - 1. 2. 3.; Brandeis University Libraries., Venezia, Biblioteca Nazionale Marciana, Aldine 498.                                                       |         | Si         |
| Decimus Iunius Iuvenalis                 | Iuuenalis. Persius | Latino                       | agosto 1501 [i.e. dopo il 1508]                                     | 8º       | Renouard, 29, 6 / Ahmanson-Murphy, 44 / A J770 / SBN (archiviato dall'url originale il 4 marzo 2016). | Venezia, Biblioteca della Fondazione Giorgio Cini, FOAN G 0725 (PDF). |         |            |
| Girolamo Donati                          | Ad Gallorum regem oratio | Latino                       | dicembre 1501                                                       | 8º       | Renouard, 32, 10 / Ahmanson-Murphy, 46 / SBN. | |         |            |
| Marcus Valerius Martialis                | Martialis | Latino                       | dicembre 1501                                                       | 8º       | Renouard, 30, 7 / Ahmanson-Murphy, 47 / A M689 / SBN (archiviato dall'url originale il 4 marzo 2016). | Roma, Biblioteca Nazionale Centrale, RA 383., 68. 7.C.8., 68.7.B.20. |         |            |
| Giorgio Valla                            | De expetendis, et fugiendis rebus opus | Latino                       | dicembre 1501                                                       | 2º       | Renouard, 30, 8 / Ahmanson-Murphy, 48 / A V147 / SBN (archiviato dall'url originale il 5 marzo 2016). | |         |            |
| Poetae Christiani veteres                | Opera, vol. [I] (Prudentius [et al.]) | Latino                       | gennaio 1502 (1501 m.v.)                                            | 4º       | | |         |            |
| Poetae Christiani veteres                | Opera, vol. [II] (Sedulius [et al.]) | Latino                       | gennaio 1502 (1501 m.v.) / giugno 1502                              | 4º       | Renouard, 24, 1 / Ahmanson-Murphy, 38 / A P1685 / SBN (archiviato dall'url originale il 5 marzo 2016). | |         |            |
| Nonnus Panopolitanus                     | Μεταβολὴ τοῦ κατὰ Ἰωάννην ἁγίου εὐαγγελίου. Metabolē tou kata Iōannēn hagiou Euangeliou                                                              | Greco                        | circa 1501                                                          | 4º       | Renouard, 261, 12 / Ahmanson-Murphy, 49 / A B1896 / SBN (archiviato dall'url originale il 5 marzo 2016). | Roma, Biblioteca Nazionale Centrale, 68.7.D.31. |         |            |
| Costantinus Lascarius                    | De octo partibus orationis liber | Latino Greco Ebraico         | circa 1501-1503                                                     | 4º       | Renouard, 262, 15 / Ahmanson-Murphy, 50 / A L227 / SBN (archiviato dall'url originale il 4 marzo 2016). | Firenze, Biblioteca Nazionale Centrale, ALD. 2.6.10/a. |         |            |
| Terentius Florenius Brixianus            | Apologia in Bartholinum Atriensem & Gabrielem Ciminum Britannicos grammatocyphonas                                                                   | Latino                       | 1502?                                                               | 4º       | SBN (archiviato dall'url originale il 5 marzo 2016). | |         |            |
| Catullus Tibullus Propertius             | Libellus Elegiarum libri | Latino                       | gennaio 1503 (1502 m.v.)                                            | 8º       | Renouard, 39, 16 / Ahmanson-Murphy 52 / A C1137 / SBN (archiviato dall'url originale il 5 marzo 2016). | Firenze, Biblioteca Nazionale Centrale, ALD. 1.1.36. |         |            |
| Stephanus Byzantinus                     | Περὶ πόλεων. De urbibus | Greco Latino                 | gennaio 1502                                                        | 2º       | Renouard, 38, 15 / Ahmanson-Murphy, 53 / A S1717 / SBN (archiviato dall'url originale il 4 marzo 2016). | München, Bayerische Staatsbibliothek, 994196 Res/2 A.gr.b. 1023. |         |            |
| Flavius Philostratus                     | Εἰς τὸν Απολλωνίου τοῦ τυανέως βίον βιβλία ὀκτώ. Philostrati de vita Apollonii Tyanei libri octo                                                     | Greco Latino                 | febbraio 1502                                                       | 2º       | Renouard, 26, 2 / Ahmanson-Murphy, 82 / A P1067 / SBN (archiviato dall'url originale il 4 marzo 2016). | Roma, Biblioteca Nazionale Centrale, 68.8.F.22. |         |            |
| Cicero Marcus Tullius                    | Epistolae familiares | Latino                       | Aprile 1502                                                         | 8º       | SBN (archiviato dall'url originale il 5 marzo 2016). | |         |            |
| Iulius Pollux                            | Ὀνομαστικόν. Vocabularium | Greco Latino                 | aprile 1502                                                         | 2º       | Renouard, 32, 1 / Ahmanson-Murphy, 54 / A P1787 / SBN (archiviato dall'url originale il 4 marzo 2016). | Venezia, Biblioteca Nazionale Marciana, ALDINE 112. |         |            |
| Marcus Annaeus Lucanus                   | Pharsalia | Latino                       | aprile 1502                                                         | 8º       | Renouard, 33, 3 / Ahmanson-Murphy, 56 / A L1557 / SBN (archiviato dall'url originale il 4 marzo 2016). | Roma, Biblioteca Nazionale Centrale, 68.6.C.22. 68.6.A.2. |         |            |
| Thucydides                               | Θουκυδίδης. Thucydides | Greco                        | maggio 1502                                                         | 8º       | Renouard, 33, 4 / Ahmanson-Murphy, 57 / A T662 / SBN (archiviato dall'url originale il 5 marzo 2016). | Roma, Biblioteca Nazionale Centrale, 68.8.E.22.1. |         |            |
| Sophocles                                | Τραγῳδίαι ἑπτά. Tragaediae septem | Greco                        | agosto 1502                                                         | 8º       | Renouard, 34, 6 / Ahmanson-Murphy, 60 / A S1438 / SBN (archiviato dall'url originale il 4 marzo 2016). | Roma, Biblioteca Nazionale Centrale, 68.8.B.33. |         |            |
| Dante Alighieri                          | Le terze rime | Italiano                     | agosto 1502                                                         | 8º       | Renouard, 34, 5 / Ahmanson-Murphy, 59 / A D83 / | Manchester, John Rylands University Library, R213786. URL consultato il 29 giugno 2019 (archiviato dall'url originale il 25 maggio 2015)., Venezia, Biblioteca Nazionale Marciana, ALDINE 499. |         | Si         |
| Publius Papinius Statius                 | Sylvarum libri quinque | Greco Latino                 | agosto 1502                                                         | 8º       | Renouard, 35, 7 / Ahmanson-Murphy, 61 / A S1670 / SBN (archiviato dall'url originale il 4 marzo 2016). | Roma, Biblioteca Nazionale Centrale, 68.6.A.7. |         |            |
| Herodotus                                | Λόγοι ἐννέα. Libri novem | Greco Latino                 | settembre 1502                                                      | 2º       | Renouard, 35, 8 / Ahmanson-Murphy, 62 / A H394 / SBN (archiviato dall'url originale il 4 marzo 2016). | Roma, Biblioteca Nazionale Centrale, 68.8.H.6. |         |            |
| Giorgio Interiano                        | La vita, et sito de Zychi, chiamati Ciarcassi | Italiano                     | ottobre 1502                                                        | 8º       | Renouard, 36, 9; Ahmanson-Murphy, 64; SBN IT\ICCU\CFIE\030554 | Berlin, Staatsbibliothek, Ald. Ren. 36,9. |         | Si         |
| Egnatius Baptista                        | Oratio in laudem Benedicti Prunuli recitata in qua et iuuenilis aetatis, et sacri ordinis obiter tractata defensio continetur                        | Latino                       | ottobre 1502                                                        | 4º       | SBN (archiviato dall'url originale il 4 marzo 2016). | |         |            |
| Valerius Maximus                         | Dictorum et factorum memorabilium libri novem | Latino                       | ottobre 1502                                                        | 8º       | Renouard, 36, 10 / Ahmanson-Murphy, 65 / A V82 / SBN (archiviato dall'url originale il 4 marzo 2016). | Roma, Biblioteca Nazionale Centrale, 68.8.B.32., 68.7.C.5. |         |            |
| Publius Ovidius Naso                     | Metamorphoseon libri quindecim | Greco Latino                 | ottobre 1502                                                        | 8º       | Renouard, 36, 12 / Ahmanson-Murphy, 66 / A O469 / SBN (archiviato dall'url originale il 5 marzo 2016). | Venezia, Biblioteca Nazionale Marciana, ALDINE 847. |         |            |
| Publius Ovidius Naso                     | Heroidum epistolae | Greco Latino                 | ottobre 1502                                                        | 8º       | Renouard, 36, 13 / Ahmanson-Murphy, 67 / A O423 / | Firenze, Biblioteca Nazionale Centrale, Ald.1.1.24. |         |            |
| Euripides                                | Τραγῳδίαι ἑπτακαίδεκα. Tragœdiæ septendecim | Greco                        | febbraio 1503                                                       | 8º, 2 v. | Renouard, 43, 10 / Ahmanson-Murphy, 69 / A E1030 / SBN (archiviato dall'url originale il 4 marzo 2016). | |         |            |
| Origenes                                 | In Genesim homiliae | Latino                       | febbraio 1503                                                       | 2º       | Renouard, 44, 11 / Ahmanson-Murphy, 72 / A O291 / SBN (archiviato dall'url originale il 4 marzo 2016). | |         |            |
| Publius Ovidius Naso                     | Fastorum, libri 6. De tristibus, libri 5. De Ponto, libri 4                                                                                          | Latino                       | febbraio 1503                                                       | 8º       | Renouard, 38, 14 / Ahmanson-Murphy, 68 / A O425 / SBN (archiviato dall'url originale il 5 marzo 2016). | München, Bayerische Staatsbibliothek, 999/Class.420 - 1. / 2. |         |            |
| Lucianus                                 | Λουκιανοῦ. Φιλοστράτου εἰκόνεις. Luciani opera. Icones Philostrati                                                                                   | Greco                        | febbraio, giugno 1503                                               | 2º       | Renouard, 9, 3 / Ahmanson-Murphy, 73 / A L1602 / SBN (archiviato dall'url originale il 5 marzo 2016). | |         |            |
| Ammonius Hermiae                         | Ὑπόμνημα εἰς τὸ περὶ ἑρμηνείας Ἀριστοτέλους. Commentaria in librum Peri Hermenias                                                                    | Greco                        | giugno 1503                                                         | 2º       | Renouard, 40, 4 / Ahmanson-Murphy, 76 / A A989 / SBN (archiviato dall'url originale il 4 marzo 2016). | Venezia, Biblioteca Nazionale Marciana, ALDINE 204. |         |            |
| Bessarion                                | In calumniatorem Platonis libri quatuor | Latino                       | luglio 1503                                                         | 2º       | Renouard, 40, 5 / Ahmanson-Murphy, 75 / A B833 / SBN (archiviato dall'url originale il 4 marzo 2016). | |         |            |
| Ulpianus                                 | Προλεγόμενα εἴς τε τοὺς Ὀλυνθιακούς. Commentarioli in Olynthiacas                                                                                    | Greco                        | ottobre 1503                                                        | 2º       | Renouard, 41, 6 / Ahmanson-Murphy, 77 / A U49 / SBN (archiviato dall'url originale il 5 marzo 2016). | Madrid, Universidad Complutense, BH DER 145. |         |            |
| Xenophon                                 | Παραλειπόμενα, ἄπερ καὶ ἑλληνικὰ ἐκάλεσε. Xenophontis omissa: quae & graeca gesta appellantur                                                        | Greco Latino                 | ottobre 1503                                                        | 2º       | Renouard, 41, 7 / Ahmanson-Murphy, 78 / A U49 / SBN (archiviato dall'url originale il 4 marzo 2016). | Roma, Biblioteca Nazionale Centrale, 68.8.E.22.2. - 68.6.E.16. |         |            |
| Herodianus                               | Τῆς μετὰ Μάρκον βασιλείας ἱστοριῶν βιβλία ὀκτώ | Greco Latino                 | ottobre 1503                                                        | 2º       | Renouard, 41, 7 / Ahmanson-Murphy, 78 / A U49 / SBN (archiviato dall'url originale il 4 marzo 2016). | Roma, Biblioteca Nazionale Centrale, 68.8.E.22.2. - 68.6.E.16. |         |            |
| Ioannes Philoponus                       | In Posteriora resolutoria Aristotelis commentaria | Greco Latino                 | marzo 1504                                                          | 2º       | Renouard, 45, 1 / Ahmanson-Murphy, 80 / A P1043 / SBN (archiviato dall'url originale il 5 marzo 2016). | |         |            |
| Scipione Forteguerri                     | Oratio de laudibus literarum Graecarum | Latino                       | maggio 1504                                                         | 8º       | Renouard, 46, 3 / Ahmanson-Murphy, 83 / SBN (archiviato dall'url originale il 4 marzo 2016). | |         |            |
| Poetae Christiani veteres                | Opera, vol. [III] (Gregorius Nazianzenus [et al.])                                                                                                   | Latino Greco                 | giugno 1504                                                         | 4º       | Renouard, 46, 4 / Ahmanson-Murphy, 84 / A G1142 / SBN (archiviato dall'url originale il 5 marzo 2016). | |         |            |
| Giovanni Stefano Emiliano                | Encomiastica | Latino                       | agosto 1504                                                         | 8º       | Renouard, 46, 5 / Ahmanson-Murphy, 85 / SBN (archiviato dall'url originale il 5 marzo 2016). | |         |            |
| Homerus                                  | Ἰλιάς. Iliade. Ὀδύσσεια. Odissea | Greco Latino                 | ottobre 1504                                                        | 8º, 2 v. | Renouard, 46, 6 / Ahmanson-Murphy, 86 / SBN (archiviato dall'url originale il 5 marzo 2016). | |         |            |
| Demosthenes                              | Λόγοι δύο καὶ ἑξήκοντα. Demosthenis orationes duae & sexaginta                                                                                       | Greco                        | novembre 1504                                                       | 2º       | Renouard, 47, 7 / SBN (archiviato dall'url originale il 30 settembre 2021). | Roma, Biblioteca Nazionale Centrale, 68. 8.E.23. |         |            |
| Quintus Smyrnaeus                        | Παραλειπομένων Ὁμήρου, βιβλία τεσσαρεσκαίδεκα. Derelictorum ab Homero libri quatuordecim                                                             | Greco                        | 1505?                                                               | 8º       | Renouard, 261, 14 / Ahmanson-Murphy 95 / A Q77 / SBN (archiviato dall'url originale il 5 marzo 2016). | Venezia, Biblioteca Marciana, Aldine 513. |         |            |
| Pietro Bembo                             | Gli Asolani | Italiano                     | marzo 1505                                                          | 4º       | Renouard, 48, 1 / Ahmanson-Murphy, 88 / A B578 / SBN (archiviato dall'url originale il 5 marzo 2016). | Roma, Biblioteca Nazionale Centrale 68.8.D.11., 68.7.D.21. |         | Si         |
| Giovanni Aurelio Augurelli               | Carmina | Latino                       | aprile 1505                                                         | 8º       | Renouard, 49, 2 / Ahmanson-Murphy, 89 / A A2152 / SBN (archiviato dall'url originale il 4 marzo 2016). | Roma, Biblioteca Nazionale Centrale 68.8.C.14. |         |            |
|                                          | Horae in laudem beatiss. Virginis | Latino                       | luglio 1505                                                         | 32º      | Renouard, 49, 3 / Ahmanson-Murphy, 90 / SBN (archiviato dall'url originale il 4 marzo 2016). | |         |            |
| Giovanni Pontano                         | Opera | Latino                       | agosto 1505                                                         | 8º       | Renouard, 49, 4 / Ahmanson-Murphy, 91 / | Roma, Biblioteca Nazionale Centrale 68.7.B.5., 68.6.C.7. |         |            |
| Adriano Castellesi                       | Adriani cardinalis S. Chrysogoni ad Ascanium cardinalem Venatio                                                                                      | Latino                       | settembre 1505                                                      | 8º       | SBN (archiviato dall'url originale il 4 marzo 2016). | |         |            |
| Aesopus                                  | Vita & fabellae | Greco Latino                 | ottobre 1505                                                        | 2º       | Renouard, 49, 6 / Ahmanson-Murphy, 93 / A A278 / SBN (archiviato dall'url originale il 4 marzo 2016). | Boston, Public Library RARE BKS XQ.49.25 FOLIO. |         |            |
| Publius Vergilius Maro                   | Vergilius | Latino                       | dicembre 1505                                                       | 8º       | Renouard, 50, 7 / Ahmanson-Murphy, 94 / SBN (archiviato dall'url originale il 5 marzo 2016). | |         |            |
| Euripides                                | Hecuba, et Iphigenia in Aulide Euripidis tragoediæ in latinum tralatæ [!] Erasmo Roterodamo interprete                                               | Latino                       | dicembre 1507                                                       | 8º       | Renouard, 51, 1 / Ahmanson-Murphy, 96 / A E1045 / SBN (archiviato dall'url originale il 4 marzo 2016). | Roma, Biblioteca Nazionale Centrale 68.6.A.5. |         |            |
| Aldus Manutius                           | Institutionum grammaticarum libri quatuor | Latino Greco Ebraico         | aprile 1508                                                         | 4º       | Renouard, 52, 1 / Ahmanson-Murphy, 97 / SBN (archiviato dall'url originale il 4 marzo 2016). | Venezia, Biblioteca Marciana, ALDINE 360. |         |            |
| Erasmus Roterodamus                      | Adagiorum chiliades tres ac centuriae fere totidem                                                                                                   | Greco Latino                 | settembre 1508                                                      | 2º       | Renouard, 53, 2; Ahmanson-Murphy, 98; SBN IT\ICCU\BVEE\057110 | |         |            |
| Plinius Caecilius Secundus               | Epistolarum libri decem | Latino                       | novembre 1508                                                       | 8º       | Renouard, 53, 3 / Ahmanson-Murphy, 100 / A P1536 / SBN (archiviato dall'url originale il 5 marzo 2016). | Roma, Biblioteca Nazionale Centrale, 68. 8.B.26., 68. 6.C.4. |         |            |
|                                          | Rethores Graeci, vol. I | Greco Latino                 | novembre 1508                                                       | 4º       | Renouard, 54, 4 / Ahmanson-Murphy, 99 / A R447 / SBN (archiviato dall'url originale il 5 marzo 2016). | |         |            |
| Plutarchus                               | Opuscula | Greco Latino                 | marzo 1509                                                          | 2º       | Renouard, 55, 1 / Ahmanson-Murphy, 101 / A P1634 / SBN (archiviato dall'url originale il 4 marzo 2016). | |         |            |
| Horatius                                 | Pœmata | Latino                       | marzo 1509                                                          | 8º       | Renouard, 56, 2 / Ahmanson-Murphy, 102 / SBN (archiviato dall'url originale il 4 marzo 2016). | Venezia, Biblioteca Nazionale Marciana, ALDINE 611. |         |            |
| Sallustius                               | De coniuratione Catilinae | Latino                       | aprile 1509                                                         | 8º       | Renouard, 57, 3 / Ahmanson-Murphy, 103 / A S139 / SBN (archiviato dall'url originale il 5 marzo 2016). | Roma, Biblioteca Nazionale Centrale, 68. 6.B.4. |         |            |
|                                          | Rhetores Graeci, vol. II | Greco Latino                 | maggio 1509                                                         | 2º       | Renouard, 54, 4 / Ahmanson-Murphy, 104 / SBN (archiviato dall'url originale il 4 marzo 2016). | |         |            |
| Manouel Chrysoloras                      | Ἐρωτήματα. Erotemata | Greco                        | 1512                                                                | 8º       | Renouard, 59, 2 / Ahmanson-Murphy, 106 / A C1506 / SBN. | Venezia, Biblioteca Nazionale Marciana, ALDINE 595. |         |            |
| Constantinus Lascaris                    | De octo partibus orationis | Greco Latino                 | 1512                                                                | 4º       | Renouard, 58, 1 / Ahmanson-Murphy, 105 / A L228 / SBN (archiviato dall'url originale il 5 marzo 2016). | Roma, Biblioteca Nazionale Centrale, 68. 6.D.14. |         |            |
| Giovanni Pontano                         | Opera | Latino                       | 1513                                                                | 8º       | Renouard, 63, 7 / Ahmanson-Murphy, 109 / A P1858 / SBN (archiviato dall'url originale il 5 marzo 2016). | Roma, Biblioteca Nazionale Centrale, 68. 7.C.9.1., 68. 8.B.37. |         |            |
| Pindarus                                 | Ὀλύμπια. Πύθια. Νέμεα. Ἴσθμια. Olympia. Pythia. Nemea. Isthmia                                                                                       | Greco Latino                 | gennaio 1513                                                        | 8º       | Renouard, 64, 9 / Ahmanson-Murphy, 108 / A P1218 / SBN (archiviato dall'url originale il 5 marzo 2016). | Roma, Biblioteca Nazionale Centrale 68. 8.B.25. |         |            |
| Ercole Strozzi e Tito Vespasiano Strozzi | Strozij poetae pater et filius | Greco Latino                 | gennaio 1513                                                        | 8º       | Renouard, 65, 10 / Ahmanson-Murphy, 110 / A S1956 / SBN (archiviato dall'url originale il 4 marzo 2016). | Venezia, Biblioteca Nazionale Marciana, ALDINE 580. |         |            |
| Aristoteles                              | De natura animalium | Latino                       | febbraio 1513                                                       | 2º       | Renouard, 65, 11 / Ahmanson-Murphy, 111 / A A1765 / SBN (archiviato dall'url originale il 4 marzo 2016). | Bari, Biblioteca comunale De Miccolis Angelini, F. ANTICO XXXIV B /14 (archiviato dall'url originale il 4 marzo 2016).                                                                         |         |            |
|                                          | Oratores Graeci | Greco Latino                 | maggio 1513                                                         | 2º, 3v.  | Renouard, 60, 2 / Ahmanson-Murphy, 112 / A O244 / SBN (archiviato dall'url originale il 5 marzo 2016). | |         |            |
| Marcus Tullius Cicero                    | Epistolarum ad Atticum | Latino                       | giugno 1513                                                         | 8º       | Renouard, 61, 3 / Ahmanson-Murphy, 113 / A C190 / SBN (archiviato dall'url originale il 4 marzo 2016). | Medford, Tisch Library, PA6297 .A1 1513. |         |            |
| Alexander Aphrodisiensis                 | Εἰς τὰ τοπικὰ Ἀριστοτέλους. In Topica Aristotelis commentarii                                                                                        | Greco Latino                 | settembre 1513                                                      | 2º       | Renouard, 62, 5 / A A665 / SBN (archiviato dall'url originale il 5 marzo 2016). | |         |            |
| Plato                                    | Ἅπαντα τὰ τοῦ Πλάτωνος. Omnia Platonis opera | Greco Latino                 | settembre 1513                                                      | 2º       | Renouard, 62, 4 / Ahmanson-Murphy, 114 / A P1436 / SBN (archiviato dall'url originale il 5 marzo 2016). | Roma, Biblioteca Nazionale Centrale, 68. 6.E.11. |         |            |
| Niccolò Perotti                          | Cornucopiae, sive linguæ Latinæ commentarij | Latino                       | novembre 1513                                                       | 2º       | Renouard, 63, 6 / Ahmanson-Murphy, 115 / A P720 / SBN (archiviato dall'url originale il 5 marzo 2016). | Brindisi, Biblioteca comunale Giovanni Calò, ANTICO II A 20., Roma, Biblioteca Nazionale Centrale 68.7.E.25.                                                                                   |         |            |
| Caesar                                   | Commentarii de bello Gallico | Latino                       | dicembre 1513                                                       | 8º       | Renouard, 60, 1 / Ahmanson-Murphy, 117 / A C26 / SBN (archiviato dall'url originale il 5 marzo 2016). | Roma, Biblioteca Nazionale Centrale, 68.8.B.22., 68.7.B.3., 68.6.B.17., 68.6.B.3. |         |            |
| Demosthenes                              | Λόγοι δύο καὶ ἑξήκοντα. Demosthenis orationes duae & sexaginta                                                                                       | Greco Latino                 | novembre 1504 (i.e. 1513)                                           | 4º       | Renouard, 47, 7 / Ahmanson-Murphy, 87 / SBN (archiviato dall'url originale il 4 marzo 2016). | Venezia, Biblioteca Nazionale Marciana, MSS (=12387) Gr. VIII, 5. |         |            |
| Suidas                                   | Suida. Σουίδα | Greco Latino                 | febbraio 1514                                                       | 2º       | Renouard, 70, 11 / Ahmanson-Murphy, 119 / A S2062 / SBN (archiviato dall'url originale il 4 marzo 2016). | |         |            |
| Marcus Tullius Cicero                    | Rhetoricorum ad C. Herennium | Latino                       | marzo 1514                                                          | 4º       | Renouard, 65, 1 / Ahmanson-Murphy, 120 / A C1676 / SBN (archiviato dall'url originale il 4 marzo 2016). | Roma, Biblioteca Nazionale Centrale, 68.7.D.2. |         |            |
|                                          | Scriptores rei rusticae | Latino                       | maggio 1514                                                         | 4º       | Renouard, 66, 2 / Ahmanson-Murphy, 121 / A S805 / SBN (archiviato dall'url originale il 4 marzo 2016). | Roma, Biblioteca Nazionale Centrale, 68.6.D.19. |         |            |
| Athenaeus Naucratita                     | Δειπνοσοφισταί | Greco Latino                 | agosto 1514                                                         | 2º       | Renouard, 67, 4 / Ahmanson-Murphy, 123 / A A2096 / SBN (archiviato dall'url originale il 4 marzo 2016). | Firenze, Biblioteca Nazionale Centrale, MAGL.7.8.244 / RARI.22.A.3.2., Venezia, Biblioteca Nazionale Marciana, ALDINE 072.                                                                     |         |            |
| Hesychius Alexandrinus                   | Λεξικόν. Dictionarium | Greco Latino                 | agosto 1514                                                         | 4º       | Renouard, 66, 3 / Ahmanson-Murphy, 122 / A H506 / SBN (archiviato dall'url originale il 5 marzo 2016). | Venezia, Biblioteca Nazionale Marciana, ALDINE 096. |         |            |
| Quintilianus                             | M.F. Quintilianus | Latino                       | agosto 1514                                                         | 4º       | Renouard, 68, 5 / Ahmanson-Murphy, 124 / A Q52 / SBN (archiviato dall'url originale il 5 marzo 2016). | Tours, Centro di studi superiori sul Rinascimento, SR 7A / 13136. |         |            |
| Francesco Petrarca                       | Il Petrarcha | Italiano                     | agosto 1514                                                         | 8º       | Renouard, 68, 6; Ahmanson-Murphy, 125; SBN IT\ICCU\BVEE\056307 | |         |            |
| Iacopo Sannazzaro                        | Arcadia del Sannazzaro | Italiano                     | settembre 1514                                                      | 8º       | Renouard, 68, 7 / Ahmanson-Murphy, 126 / A S318 / SBN (archiviato dall'url originale il 5 marzo 2016). | Roma, Biblioteca Nazionale Centrale, 68.8.B.17. |         |            |
| Valerius Maximus                         | Exempla quatuor et viginti nuper inuenta ante caput de ominibus                                                                                      | Latino                       | ottobre 1514                                                        | 8º       | Renouard, 69, 9 / Ahmanson-Murphy, 128 / A V92 / SBN (archiviato dall'url originale il 5 marzo 2016). | Roma, Biblioteca Nazionale Centrale, 68.7.A.34. |         |            |
| Vergilius                                | Virgilius | Latino                       | ottobre 1514                                                        | 8º       | Renouard, 68, 8 / Ahmanson-Murphy, 127 / A V465 / SBN (archiviato dall'url originale il 4 marzo 2016). | |         |            |
| Aldo Manuzio                             | Institutionum grammaticarum libri quatuor | Latino Greco moderno Ebraico | dicembre 1514                                                       | 4º       | Renouard, 69, 10 / Ahmanson-Murphy, 129 / A M427 / SBN (archiviato dall'url originale il 5 marzo 2016). | München, Bayerische Staatsbibliothek. |         |            |
| Lucretius Caro                           | De rerum natura | Latino                       | gennaio 1515                                                        | 8º       | Renouard, 74, 11 / Ahmanson-Murphy, 130 / A L1651 / SBN (archiviato dall'url originale il 5 marzo 2016). | Roma, Biblioteca Nazionale Centrale, 68.8.C.9. |         |            |